# Mussa Zalpulayev
Mussa Zalpulayev – kazachski judoka.
Startował w Pucharze Świata w 1996. Brązowy medalista mistrzostw Azji w 1997 roku.